# Melecjusz z Lykopolis
Melecjusz (z gr. Melicjusz) – biskup Lykopolis. Uważając, że nie należy przyjmować do Kościoła tzw. lapsi (upadłych), wszedł w konflikt z biskupem Aleksandrii Piotrem.
Schizma melecjańska została omówiona w Liście Soboru w Nicei do Egipcjan. Napisano tam: zadecydowano, by potraktować Melecjusza łagodnie, choć ściśle rzecz biorąc, nie zasłużył na żadną pobłażliwość. Sobór postanowił, że może on pozostać w swoim mieście, ale nie wolno mu wybierać kleru ani udzielać święceń, nie wolno mu też udawać się w tym celu na wieś czy do innego miasta, zadowalając się samą godnością biskupa i tytułem.